# Anthony Cary, 5.º Visconde Falkland
Anthony Cary (também, de acordo com algumas fontes, Anthony Carey), quinto Visconde de Falkland (16 de fevereiro de 1656 - 24 de maio de 1694) foi um nobre escocês e um político inglês, filho de Henry Cary, 4º visconde de Falkland.
Ele casou-se com Rebecca Lytton e teve uma filha, Harriott Cary (que morreu em 21 de outubro de 1683). Era membro do Parlamento britânico, depois de ter servido como Primeiro Lorde do Almirantado entre 1693 e 1694.
O marinheiro britânico John Strong, ao explorar o Estreito de San Carlos, canal que separa as duas ilhas principais das Malvinas, batizou a passagem como Canal Falkland em homenagem ao Visconde. Este nome acabou se estendendo a todo o arquipélago e hoje as ilhas são conhecidas em língua inglesa como Falklands, sendo seu nome oficial.